# Plaza del Salvador (Segovia)
La plaza del Salvador es un espacio público de la ciudad española de Segovia.

## Descripción
La plaza, que se encuentra entre las calles de Ochoa Ondátegui, de los Cañuelos, Santa y de Pedro de Fuentidueña, debe su título a la iglesia del mismo nombre, sita en el centro. Aparece descrita en Las calles de Segovia (1918) de Mariano Sáez y Romero con las siguientes palabras:

Salvador (Plazuela del).—Se encuentra comprendida entre la calle de Ochoa Ondátegui y la de los Cañuelos. La iglesia parroquial de El Salvador se alza en esta extensa plazuela, mostrando restos de construcción románica en el pórtico que está tapiado y en el primer cuerpo de la torre por sus cuatro caras de arcos gemelos figurados. Su capilla mayor tiene ya el estilo gótico reformado y su bóveda es de crucería. El retablo plateresco, dorado, fué costeado en 1587 por Diego Tamayo, apreciándose en el centro un cuadro que representa la Adoración de los Reyes. En esta plazuela se conservan aún grandes casas, restos de la antigua industria de paños, tan prepotente en nuestra Ciudad, edificios de largos corredores para secadero y estiradores, complemento de la fabricación. Es un sitio extenso y tranquilo, con una cruz de piedra delante de la iglesia.
(Sáez y Romero, 1918, p. 149)